# Кокдонен
Кокдо́нен (каз. Көкдөнен) — село у складі району Турара Рискулова Жамбильської області Казахстану. Адміністративний центр Кокдоненського сільського округу.
У радянські часи село називалося Калініно.
Населення — 1771 особа (2021; 2063 у 2009, 1573 у 1999, 1898 у 1989).